# 莊艾班
莊艾班（Calvin Jong-a-Pin，1986年7月18日—）出生於荷蘭阿姆斯特丹，荷蘭足球運動員，現效力日乙球隊橫濱FC。莊艾班的家庭來自南美洲國家蘇利南，具有中國血統。

## 生涯
莊艾班於2005/06年球季於禾寧丹（FC Volendam）開始職業足球事業。2006年夏季，轉投，在首季適應球隊後，第二季已成為球隊主力成員。
2007年，莊艾班獲得荷蘭21歲以下國家足球隊教練（Foppe de Haan）徵召，入選2007年歐洲U-21足球錦標賽的主辦國的荷蘭U21國家隊，於1－0擊敗以色列及2－1勝葡萄牙U-21的兩場分組賽均有上陣，順利晉級準決賽，並取得2008年奧運足球賽參賽席位。不過，荷蘭在準決賽互射12碼13－12淘汰英格蘭U-21的比賽，莊艾班並沒有上場，而決賽以4－1擊敗塞爾維亞U-21成功衛冕，莊艾班在比賽末段的89分鐘才後備入替。
莊艾班入選荷蘭國奧隊參加2008年夏季奧林匹克運動會的名單。
雖然莊艾班在荷蘭出生，但他擁有著蘇利南血統。由於從沒代表過荷蘭國家足球隊上陣，故他能夠選擇代表蘇利南或荷蘭出戰國際賽。另外，他也是中國移民的第五(或第六)代後裔，但他並沒有代表中國的資格，因為FIFA規定只可上溯至祖父一代
。

## 外部連結
- 日本職業足球聯賽中的莊艾班 （日語）
- Profile at Yokohama FC
- Netherlands stats （页面存档备份，存于） at OnsOranje
- Calvin Jong-a-Pin Interview （页面存档备份，存于）